# 11885 Summanus
11885 Summanus é um asteroide próximo da Terra classificado como Apollo. Ele possui uma magnitude absoluta de 18,5 e um diâmetro estimado de 0,6 - 1,3 km.

## Descoberta
11885 Summanus foi descoberto no dia 25 de setembro de 1990 pelo programa Spacewatch no Observatório Nacional de Kitt Peak. Este foi o primeiro asteroide próximo da Terra descoberto por um software de análise de imagem.

## Características orbitais
A órbita de 11885 Summanus tem uma excentricidade de 0,8946 e possui um semieixo maior de 1,7033 UA. O seu periélio leva o mesmo a uma distância de 0,8946 UA em relação ao Sol e seu afélio a 2,512 UA.